# Formula 1 – sezona 2011.
| FIA Svjetsko prvenstvo Formule 1 2011. | FIA Svjetsko prvenstvo Formule 1 2011. |
|                                        | Prvak                                  |
| -------------------------------------- | -------------------------------------- |
| Vozač                                  | Sebastian Vettel (Red Bull-Renault)    |
| Konstruktor                            | Red Bull-Renault                       |
| Prethodna sezona                       | Sljedeća sezona                        |
| 2010.                                  | 2012.                                  |

Formula 1 – sezona 2011., 62. je sezona svjetskog prvenstva Formule 1. Izvorni kalendar sastojao se od dvadeset utrka, uključujući i prvo izdanje Velike nagrade Indije. U prvenstvo se vratio Pirelli, koji zamjenjuje Bridgestone kao dobavljač guma za sve momčadi. Naslove brane Sebastian Vettel u konkurenciji vozača i Red Bull Racing u konkurenciji konstruktora. Prva utrka održana je u Australiji.

## Predsezona

### Testiranja
Sezona testiranja započela je odmah nakon Velike nagrade Abu Dhabija 2010. s trodnevnim testiranjima za mlade vozače (Young Driver Test, za vozače s manje od tri nastupa u Formuli 1) na stazi Yas Marina Circuit. Drugoplasirani u sezoni 2010. prvenstva Formula Renault 3.5 Daniel Ricciardo, za volanom Red Bulla redovno je sva tri dana postavljao najbolja vremena. Testiranja mladih vozača pratilo je još jedno testiranje - također održano u Yas Marini – ovaj puta za gume novog dobavljača Pirellija. Vozač Ferrarija Fernando Alonso bio je najbrži, te su mnogi vozači izrazili zadovoljstvo novim gumama, posebno u aspektu kratkog roka razvoja. Sebastian Vettel, posljednjeg je dana testiranja doživio eksploziju gume na svom bolidu, ali Pirellijeva istraga incident je pripisala krhotinama na stazi.
Posljednja testiranja sezone trebala su se održati u Bahreinu, ali radi političkih nemira u toj otočnoj državi otkazao ih je bahreinski princ prijestolonasljednik. Ipak, održana su na stazi Circuit de Catalunya u Barceloni.

### Raspored prezentacija novih bolida
Bolidi za sezonu 2011. predstavljeni su počevši od 28. siječnja.
| Konstruktor | Šasija      | Datum        | Lokacija                 |
| ----------- | ----------- | ------------ | ------------------------ |
| Ferrari     | 150º Italia | 28. siječnja | Maranello, Italija       |
| Sauber      | C30         | 31. siječnja | Valencia, Španjolska     |
| Renault     | R31         | 31. siječnja | Valencia, Španjolska     |
| Lotus       | T128        | 31. siječnja | Online                   |
| Mercedes    | MGP W02     | 1. veljače   | Valencia, Španjolska     |
| Red Bull    | RB7         | 1. veljače   | Valencia, Španjolska     |
| Toro Rosso  | STR6        | 1. veljače   | Valencia, Španjolska     |
| Williams    | FW33        | 1. veljače   | Valencia, Španjolska     |
| McLaren     | MP4-26      | 4. veljače   | Berlin, Njemačka         |
| Virgin      | MVR-02      | 7. veljače   | London, Velika Britanija |
| Force India | VJM04       | 8. veljače   | Online                   |
| HRT         | F111        | 8. veljače   | Online                   |

## Izvještaj
Aktualni svjetski prvak Sebastian Vettel osvojio je prvu utrke sezone u Melbourneu, nakon što je na kvalifikacijama ostvario prvu startnu poziciju s osam desetinki prednosti. Lewis Hamilton završio je na drugom mjestu, a ruski vozač Vitalij Petrov osvojio je svoje prvo postolje s trećim mjestom, u oštrom kontrastu s teškom debitantskom sezonom 2010. Na suprotnom kraju rešetke, HRT F111 Naraina Karthikeyana i Vitantonia Liuzzija nije se uspjela kvalificirati jer je njihovo vrijeme u prvoj rundi kvalifikacija bilo izvan 107% najbržeg vremena Sebastiana Vettela. Sauberi Péreza i Kobayashija bili su diskvalificirani radi tehničke 
nepravilnosti utvrđene nakon utrke.
Vettel je svoju obranu naslova nastavio u Maleziji, osvojivši prvo mjesto na startu u posljednjim trenucima kvalifikacija sa samo jednom desetinkom razlike u odnosu na drugoplasiranog Hamiltona.
Vettel je u utrci pobijedio s tri sekunde prednosti ispred Jensona Buttona, koji je zauzeo drugo mjesto i u poretku bodova. S dvije pobjede, Vettel je nakon Malezije imao dvostruko više bodova u odnosu na McLarenovog vozača. Nick Heidfeld je Renaultu donio drugi uzastopni podij dok je Fernando Alonso radi kontakta s Lewisom Hamiltonom bio prisiljen na promjenu prednjih krila, što ga koštalo mogućeg trećeg mjesta. Hamilton je u opao u poretku nakon promjene na tvrđe gume.
Vettel je ponovno osvojio najbolju startnu poziciju u Kini, dok je momčadski kolega Webber radi lošeg izbora guma bio eliminiran iz prve kvalifikacijske runde prvi puta nakon dvije godine. Vettel je loše startao te su ga prestigli vozači McLarena Button i Hamilton. Pri promjeni guma, Button je napravio grešku zaustavivši se u boksu Red Bulla, što je Vettelu omogućilo vratiti se na stazu ispred njega. Vozači su se više puta smjenjivali u vodstvu utrke prije nego što se Vettel stabilizirao na prvoj poziciji, ali radi sve lošijeg stanja guma, Hamilton ga je dostigao i prestigao četiri kruga prije kraja. Nakon starta s 18. pozicije, Mark Webber je nadoknadio do trećeg mjesta na pobjedničkom postolju.
Sebastian Vettel osvojio je četvrtu najbolju startnu poziciju sezone u Turskoj, postavši prvi vozač s 4 najbolje startne pozicije na prve četiri utrke nakon Mike Häkkinena 1999. Vettel je vodio cijelu utrku ispred Marka Webbera i Fernanda Alonsa, koji je Ferrariju donio prvo postolje sezone. McLarene je usporio niz loše obavljenih promjena guma, dok se dobra forma koju su na kvalifikacijama pokazali Mercedesi nije potvrdila u utrci.
Mark Webber je u Španjolskoj prekinuo niz Vettelovih uzastopnih najboljih startnih pozicija, ali Fernando Alonso je s četvrte startne pozicije poveo na startu i tijekom prvih faza utrke. Tijekom izmjena guma prestigao ga je Vettel, te je kasnije radi loših performansi "ekstra tvrdih" guma završio utrku s krugom zaostatka. Vettel je pobijedio, ali se Red Bullova prednost od jedne sekunde na kvalifikacijama tijekom utrke istopila, te je zadnje krugove Lewis Hamilton proveo unutar jedne sekunde od vodećeg Vettela. Nakon lošeg starta, Jenson Button je nadoknadio do trećeg mjesta.
Veliku nagradu Monaka poremetio je niz nesreća te su dva vozača završila u bolnici,
Sergio Pérez je doživio teže izlijetanje na Nouvelle Chicane tijekom zadnje runde kvalifikacija i pretrpio potres mozga, dok je Vitalij Petrov bio nakratko bez svijesti nakon peterostrukog sudara pri kraju utrke radi kojeg je utrka prekinuta prvi puta nakon Velike nagrade Koreje 2010. Sebastian Vettel je osvojio najbolju startnu poziciju i pobjedu u utrci ispred Fernanda Alonsa i Jensona Buttona.
U Montrealu, Vettel je šesti puta u sezoni osvojio najbolju startnu poziciju. U ranim fazama vrlo kišovite utrke, odustao je Lewis Hamilton nakon sudara s momčadskim kolegom Jensonom Buttonom. U 25. krugu, utrka je prekinuta radi jake kiše koja je stvorila nemoguće uvjete na stazi te je nastavljena dva sata kasnije. Nakon što je nadoknadio s 21. mjesta, Jenson Button je prestigao Sebastiana Vettela u posljednjem krugu, koji je do tada vodio skoro cijelu utrku, i osvojio svoju prvu pobjedu sezone.Na
velikoj nagradi Europe dominirao je Sebastian Vettel,osvojivši Pole Position i pobjedu.

## Momčadi i vozači
Nakon spora između Udruženja momčadi (Formula One Teams Association, FOTA) i FIA-e tijekom prve plovice sezone 2009., novi Concorde sporazum potpisali su 1. kolovoza 2009. tadašnji predsjednik FIA-e Max Mosley i sve tadašnje momčadi. Novi je sporazum predviđao nastavak uvjeta sporazuma iz 1998., i vrijedi do 31. prosinca 2012. FIA je privremeni popis natjecatelja objavila 30. studenoga 2010., koji je izmijenjen 2. prosinca 2010.
| Konstruktor / Momčad                       | Šasija              | Motor                    | Gume | #  | Vozač              | Utrke       |
| ------------------------------------------ | ------------------- | ------------------------ | ---- | -- | ------------------ | ----------- |
| Red Bull-Renault Red Bull Racing           | Red Bull RB7        | Renault RS27-2011 V8 2.4 | P    | 1  | Sebastian Vettel   | Sve         |
| Red Bull-Renault Red Bull Racing           | Red Bull RB7        | Renault RS27-2011 V8 2.4 | P    | 2  | Mark Webber        | Sve         |
| McLaren-Mercedes Vodafone McLaren Mercedes | McLaren MP4-26      | Mercedes FO 108Y V8 2.4  | P    | 3  | Lewis Hamilton     | Sve         |
| McLaren-Mercedes Vodafone McLaren Mercedes | McLaren MP4-26      | Mercedes FO 108Y V8 2.4  | P    | 4  | Jenson Button      | Sve         |
| Ferrari Scuderia Ferrari Marlboro          | Ferrari 150° Italia | Ferrari 056 V8 2.4       | P    | 5  | Fernando Alonso    | 1-8         |
| Ferrari Scuderia Ferrari Marlboro          | Ferrari 150° Italia | Ferrari 056 V8 2.4       | P    | 6  | Felipe Massa       | 1-8         |
| Ferrari Scuderia Ferrari                   | Ferrari 150° Italia | Ferrari 056 V8 2.4       | P    | 5  | Fernando Alonso    | 9-19        |
| Ferrari Scuderia Ferrari                   | Ferrari 150° Italia | Ferrari 056 V8 2.4       | P    | 6  | Felipe Massa       | 9-19        |
| Mercedes Mercedes GP Petronas F1 Team      | Mercedes MGP W02    | Mercedes FO 108Y V8 2.4  | P    | 7  | Michael Schumacher | Sve         |
| Mercedes Mercedes GP Petronas F1 Team      | Mercedes MGP W02    | Mercedes FO 108Y V8 2.4  | P    | 8  | Nico Rosberg       | Sve         |
| Renault Lotus Renault GP                   | Renault R31         | Renault RS27-2011 V8 2.4 | P    | 9  | Nick Heidfeld      | 1-11        |
| Renault Lotus Renault GP                   | Renault R31         | Renault RS27-2011 V8 2.4 | P    | 9  | Bruno Senna        | 12-19       |
| Renault Lotus Renault GP                   | Renault R31         | Renault RS27-2011 V8 2.4 | P    | 10 | Vitalij Petrov     | Sve         |
| Williams-Cosworth AT&T Williams            | Williams FW33       | Cosworth CA2011 V8 2.4   | P    | 11 | Rubens Barrichello | Sve         |
| Williams-Cosworth AT&T Williams            | Williams FW33       | Cosworth CA2011 V8 2.4   | P    | 12 | Pastor Maldonado   | Sve         |
| Force India-Mercedes Force India F1 Team   | Force India VJM04   | Mercedes FO 108Y V8 2.4  | P    | 14 | Adrian Sutil       | Sve         |
| Force India-Mercedes Force India F1 Team   | Force India VJM04   | Mercedes FO 108Y V8 2.4  | P    | 15 | Paul di Resta      | Sve         |
| Sauber-Ferrari Sauber F1 Team              | Sauber C30          | Ferrari 056 V8 2.4       | P    | 16 | Kamui Kobayashi    | Sve         |
| Sauber-Ferrari Sauber F1 Team              | Sauber C30          | Ferrari 056 V8 2.4       | P    | 17 | Sergio Pérez       | Sve         |
| Sauber-Ferrari Sauber F1 Team              | Sauber C30          | Ferrari 056 V8 2.4       | P    | 17 | Pedro de la Rosa   | 7           |
| Toro Rosso-Ferrari Scuderia Toro Rosso     | Toro Rosso STR6     | Ferrari 056 V8 2.4       | P    | 18 | Sébastien Buemi    | Sve         |
| Toro Rosso-Ferrari Scuderia Toro Rosso     | Toro Rosso STR6     | Ferrari 056 V8 2.4       | P    | 19 | Jaime Alguersuari  | Sve         |
| Lotus-Renault Team Lotus                   | Lotus T128          | Renault RS27-2011 V8 2.4 | P    | 20 | Heikki Kovalainen  | Sve         |
| Lotus-Renault Team Lotus                   | Lotus T128          | Renault RS27-2011 V8 2.4 | P    | 21 | Jarno Trulli       | 1-9, 11-19  |
| Lotus-Renault Team Lotus                   | Lotus T128          | Renault RS27-2011 V8 2.4 | P    | 21 | Karun Chandhok     | 10          |
| HRT-Cosworth HRT F1 Team                   | HRT F111            | Cosworth CA2011 V8 2.4   | P    | 22 | Narain Karthikeyan | 1-8, 17     |
| HRT-Cosworth HRT F1 Team                   | HRT F111            | Cosworth CA2011 V8 2.4   | P    | 22 | Daniel Ricciardo   | 9-16, 18-19 |
| HRT-Cosworth HRT F1 Team                   | HRT F111            | Cosworth CA2011 V8 2.4   | P    | 23 | Vitantonio Liuzzi  | 1-16, 18-19 |
| HRT-Cosworth HRT F1 Team                   | HRT F111            | Cosworth CA2011 V8 2.4   | P    | 23 | Daniel Ricciardo   | 17          |
| Virgin-Cosworth Marussia Virgin Racing     | Virgin MVR-02       | Cosworth CA2011 V8 2.4   | P    | 24 | Timo Glock         | Sve         |
| Virgin-Cosworth Marussia Virgin Racing     | Virgin MVR-02       | Cosworth CA2011 V8 2.4   | P    | 25 | Jérôme d'Ambrosio  | Sve         |

### Postupak novih prijava
Nakon što momčad US F1 nije uspjela pojaviti se na startu utrka sezone 2010., FIA je otvorila novi postupak odabira
dodatne momčadi koja će zauzeti upražnjeno mjesto, kao i rezerve za druga moguća povlačenja. Primljeno je petnaest ponuda, uključujući ART Grand Prix, pobjednika nekoliko prvenstava u manjim formulama, kandidate iz 2010. Stefan Grand Prix i ekipu iz prvenstva World Series by Renault Epsilon Euskadi, i zajednički pokušaj svjetskog prvaka iz 1997. Jacquesa Villeneuvea i bivše talijanske ekipe iz serije GP2 Durango, koja je zapala u financijske teškoće. Ipak, broj ponuđača je opao, jer su  
ART Grand Prix i Cypher, preimenovani US F1, povukli svoje prijave, dok je FIA prije Velike nagrade Italije odlučila da niti jedna od mogućih novih ekipa ne ispunjava minimalne financijske i tehničke uvjete, te je slobodno mjesto ostalo upražnjeno.
Nakon potvrde da neće biti novih ekipa na startu za sezonu 2011., Joan Villadelprat iz tima Epsilon Euskadi i Jacques Villeneuve iz udružene momčadi Villeneuve-Durango, najavili su da će se svejedno pokušati prijaviti za natjecanje u 2011., istražujući mogućnost preuzimanja jedne pd postojećih ekipa. Villeneuve je kasnije priznao da razmatra mogućnosti izvan Formule 1, uključujući i produženje svog angažmana u prvenstvu NASCAR Nationwide Series, ili prelazak u Australsko prvenstvo V8 Supercars.

### Promjene momčadi
- HRT je studenoga 2010. najavila nekoliko većih novih partnerstva, među kojima se posebno ističu dogovor s Williamsom o snabdijevanju španjolske momčadi sustavima prijenosa za sezonu 2011,[27] i partnerstvo sa španjolskim poduzetnikom Juanom Villalongom koji je kao glavni menadžer Telefónice ranije surađivao s Minardijem.[28]
- Šef momčadi Lotus Racing Tony Fernandes otkupio je prava za ime Team Lotus od Davida Hunta, s namjerom preimenovanja svoje ekipe u skladu s povijesnim nazivom tima.[29] Primjena naziva Team Lotus dovela je do spora s Lotusom. Momčad je najavila da je trogodišnji ugovor s dobavljačem motora Cosworth dovršen,[30] te će od sezone 2011. koristiti motore Renault.[31]
- 8. prosinca 2010., Lotus Cars najavio je partnerstvo s Renaultom kojem je britanski proizvođač sportskih automobila postao glavni sponzor,[32] s namjerom preuzimanja potpune kontrole u idućih nekoliko godina.[32] Nedoumice u vezi točnog stanja vlasništva nad momčadi, navele su šefa tima Erica Boulliera da pojasni da Genii Capital ima puno vlasništvo nad ekipom,[33] dok je bivši vlasnik Renault samo dobavljač motora. Momčad će biti poznata kao Lotus Renault GP,[34] ali iz razloga vezanih uz sporazum Concorde, sličnih situaciji kada je Sauber nakon odlaska BMW-a krajem sezone 2009. zadržao naziv "BMW Sauber", šasija i konstruktor i dalje biti poznati kao Renault.
- Ožujka 2011., najavljeno je da će Infiniti, luksuzni brend japanskog proizvođača automobila Nissan koji je u 44% vlasništvu Renaulta, postati glavni sponzor Red Bull Racinga.[35] Ipak, u suprotnosti s ranijim najavama, aranžman Infiniti-Red Bull neće uključivati i preimenovanje motora.[36]
- BMW Sauber, srpnja 2010. najavio je za sezonu 2011. povratak na stari naziv Sauber. Momčad je bila sezone 2010. prisiljena zadržati naziv "BMW" radi isplata prihoda od televizijskih prava koji nebi bili isplaćeni da je ekipa promijenila ime.[37]
- Nakon demostrativne vožnje Williamsa u Caracasu, potvrđeno je da venezuelanska državna naftna kompanija PDVSA ulazi u dugoročni sponzorski ugovor s momčadi,[38] umjesto dosadašnjih sponzora RBS, Philips i AirAsia.
- Nakon sponzoriranja ekipe u sezoni 2010., ruski proizvođač automobila Marussia otkupio je "značajan udio" Virgin Racinga, te je momčad svoje ime promijenila u Marussia Virgin Racing.[39] Daljnji su izvještaji potvrdili da je Marussia otkupila kontrolni udio momčadi,[40] osiguravši joj budućnost do 2014.

### Promjene vozača
- Vozač ekipe DAMS u prvenstvu GP2, Jérôme d'Ambrosio, zamijenio je Lucasa di Grassija u Virgin Racingu,[41] nakon što je u sezoni 2010. za momčad vozio na treninzima petkom i na odabranim događajima. Di Grassiju ugovor s Virginom nije obnovljen. Sa samo nekoliko slobodnih mjesta na raspolaganju prije zimske sezone testiranja, najavio je da će se koncentrirati na povratak u sezoni 2012.[42]
- Prvak DTM-a Paul di Resta zamijenio je Vitantonia Liuzzija u Force Indiji, nakon što je u sezoni 2010. za momčad vozio na treninzima petkom i na odabranim događajima.[43]
- Nico Hülkenberg otpušten je iz Williamsa uoči Velike nagrada Abu Dhabija.[44] Nakon što je odbio ponude nekoliko timova, uključujući HRT i Virgin,[45] Hülkenberg se pridružio Force Indiji kao test i rezervni vozač.[43] U sklopu tog aranžmana, Hülkenberg će voziti petkom ujutro na slobodnim treninzima.[46]
- Narain Karthikeyan vraća se u Formulu 1 s HRT-om nakon što je posljednji puta vozio sezone 2005. s Jordanom,[47] kojim je tada upravljao HRT-ov šef momčadi Colin Kolles. Karthikeyan je s Kollesom surađivao također i u neuspješnom pokušaju na 24 sata Le Mansa 2009., i također se u ograničenom angažmanu natjecao u prvenstvu NASCAR Camping World Truck Series 2010.
- Robert Kubica se ozlijedio tijekom relija Ronde di Andora, pretrpivši višestruke prijelome ruku i nogu. Radi toga neće moći nastupiti na početku sezone,[48] dok su liječnici izjavili da bi oporavak mogao potrajati i godinu dana.[49] Njegov bivši momčadski kolega u BMW Sauberu Nick Heidfeld kasnije je potvrđen kao njegova zamjena u timu Lotus Renault GP.[50]
- Nakon što je godinu dana prije isteka Force India s njime raskinula ugovor, Vitantonio Liuzzi na posljednjim testiranjima sezone službeno se pridružio HRT F1-u kao njihov drugi vozač, zauzevši posljednje slobodno mjesto na startnoj rešetci.[51]
- Prvak serije GP2 u sezoni 2010. Pastor Maldonado, potpisao je za Williams nakon testiranja mladih vozača u Abu Dhabiju.[52]
- Sergio Pérez, drugoplasirani u seriji GP2 s momčadi Barwa Addax, potpisao je za Sauber. Njegovo angažiranje koincidiralo je s najavom partnerstva između telekomunikacijske grupe Telmex Carlosa Slima i Saubera.[53]
- Bruno Senna napustio je HRT nakon samo jedne sezone. Komentari šefa momčadi Colina Kollesa dali su naslutiti da je nećak trostrukog svjetskog prvaka Ayrtona Senne bio u zategnutim odnosima s ekipom.[54] Kasnije je potvrđeno da se Senna pridružio Lotus Lotus Renaultu kao test i rezervni vozač,[55] te će biti prva zamjena vozačima koji eventualno ne budu mogli nastupiti.[56]

Promjene u sezoni
- Pedro de la Rosa zamijenio je na Velikoj nagradi Kanade Sergia Péreza koji se još nije oporavio od incidenta na kvalifikacijama u Monaku.[57]

## Kalendar sezone 2011.
Bernie Ecclestone je 16. travnja 2010. potvrdio da će se sezone 2011. održati 20 utrka, sve utrke iz 2010., i dodatno nova Velika nagrada Indije. Privremeni kalendar objavljen je 8. rujna 2010., potvrđen 3. studenoga 2010. Kasnije je revidiran na 19 utrka radi odgode Velika nagrada Bahreina.
| R.b. | Službeni naziv utrke                   | Velika nagrada      | Staza                                      | Datum         | Vrijeme | Vrijeme |
| R.b. | Službeni naziv utrke                   | Velika nagrada      | Staza                                      | Datum         | Mjesno  | UTC     |
| ---- | -------------------------------------- | ------------------- | ------------------------------------------ | ------------- | ------- | ------- |
| 1.   | Qantas Australian Grand Prix           | VN Australije       | Albert Park Grand Prix Circuit, Melbourne  | 27. ožujka    | 17:00   | 06:00   |
| 2.   | Petronas Malaysia Grand Prix           | VN Malezije         | Sepang International Circuit, Kuala Lumpur | 10. travnja   | 16:00   | 08:00   |
| 3.   | UBS Chinese Grand Prix                 | VN Kine             | Shanghai International Circuit             | 17. travnja   | 15:00   | 07:00   |
| 4.   | Turkish Grand Prix                     | VN Turske           | Istanbul Park                              | 8. svibnja    | 15:00   | 12:00   |
| 5.   | Gran Premio de España                  | VN Španjolske       | Circuit de Catalunya, Barcelona            | 22. svibnja   | 14:00   | 12:00   |
| 6.   | Grand Prix de Monaco                   | VN Monaka           | Circuit de Monaco, Monte Carlo             | 29. svibnja   | 14:00   | 12:00   |
| 7.   | Grand Prix du Canada                   | VN Kanade           | Circuit Gilles Villeneuve, Montreal        | 12. lipnja    | 13:00   | 17:00   |
| 8.   | European Grand Prix                    | VN Europe           | Valencia Street Circuit                    | 26. lipnja    | 14:00   | 12:00   |
| 9.   | Santander British Grand Prix           | VN Velike Britanije | Silverstone Circuit                        | 10. srpnja    | 13:00   | 12:00   |
| 10.  | Großer Preis Santander von Deutschland | VN Njemačke         | Nürburgring                                | 24. srpnja    | 14:00   | 12:00   |
| 11.  | Eni Magyar Nagydíj                     | VN Mađarske         | Hungaroring, Budimpešta                    | 31. srpnja    | 14:00   | 12:00   |
| 12.  | Belgian Grand Prix                     | VN Belgije          | Circuit de Spa-Francorchamps, Spa          | 28. kolovoza  | 14:00   | 12:00   |
| 13.  | Gran Premio Santander d'Italia         | VN Italije          | Autodromo Nazionale Monza                  | 11. rujna     | 14:00   | 12:00   |
| 14.  | SingTel Singapore Grand Prix           | VN Singapura        | Marina Bay Street Circuit                  | 25. rujna     | 20:00   | 12:00   |
| 15.  | Japanese Grand Prix                    | VN Japana           | Suzuka Circuit, Suzuka                     | 9. listopada  | 15:00   | 06:00   |
| 16.  | Korean Grand Prix                      | VN Koreje           | Korean International Circuit, Yeongam      | 16. listopada | 15:00   | 06:00   |
| 17.  | Indian Grand Prix                      | VN Indije           | Buddh International Circuit*               | 30. listopada | TBA     | TBA     |
| 18.  | Etihad Airways Abu Dhabi Grand Prix    | VN Abu Dhabija      | Yas Marina Circuit                         | 13. studenoga | 17:00   | 13:00   |
| 19.  | Grande Prêmio do Brasil                | VN Brazila          | Autódromo José Carlos Pace, São Paulo      | 27. studenoga | 14:00   | 16:00   |

Napomene:
* Velika nagrada Indije podliježe homologaciji staze.

### Promjene
- Velika nagrada Bahreina bila je izvorno previđena kao prva utrka sezone, ali je otkazana od strane organizatora radi protuvladinih demonstracija u zemlji.[64] Dana 3. lipnja, bio je zakazan sastanak koji je trebao odlučiti hoće li utrka biti defitivno otkazana ili će se održati kasnije ove sezone,[65] na kojem je FIA World Motor Sport Council jednoglasno podržao povratak Velike nagrade Bahreina u kalendar 30. listopada, umjesto velike nagrade Indije koja bi se održala krajem sezone. Odluka zahtjeva jednoglasnu podršku FOTA-e,[66] Udruženja momčadi Formule 1, ali FOTA se protivi odluci o premještanju VN Indije i traži otkazivanje Velike nagrade Bahreina.[67][68] Tjedan dana nakon povratka u kalendar, organizatori Velike nagrade Bahreina službeno su odustali od organizacije utrke u sezoni 2011.,[69] te je Velikoj nagradi Indije vraćen izvorni datum.
- U kalendar je prvi puta uvedena Velika nagrada Indije.[63]
- Velika nagrada Malezije svoj prijašnji naziv Malaysian Grand Prix promijenit će u Malaysia Grand Prix (Malaysian - Malezijska, Malaysia - Malezije), u sklopu nastojanja da se promovira zemlja.[61]
- Staza Yas Marina Circuit na kojoj se održava Velika nagrada Abu Dhabija, bit će rekonfigurirana nakon oštrih kritika povodom nedostatka pretjecanja na Velikoj nagradi Abu Dhabija 2010.[70]

## Promjene

### Promjene pravila
- U sezoni 2011., na kvalifikacijama se ponovo uvodi pravilo "107%".[3][71] U skladu s tim pravilom, svakom vozaču koji u prvoj rundi kvalifikacija (Q1, pravilo se neće primjenjivati u Q2 i Q3) ne postigne vrijeme unutar 107% vremena kojeg je postigao najbrži vozač, neće biti dopušteno da sudjeluje u utrci. Kao primjer, ako je najbrže vrijeme 1 minuta i 40 sekundi, vozač mora postići vrijeme ispod 1 minute i 47 sekundi.
- FIA je najveću dopuštenu kaznu koju službenici mogu izreći momčadima povećala s 100 000 na 250 000 američkih dolara, nakon što je na Velikoj nagradi Njemačka 2010. Ferrari radi momčadskih naređenja kažnjen s 100 000 dolara.[72] Nakon posljednje utrke sezone 2010., predsjenik FIA-e Jean Todt otkrio je svoje stajalište u vezi korištenja timskih naredbi, obećavajući reguliranje prakse umjesto potpune liberalizacije.[73] Todt je izjavio da dok momčadska naređenja neće biti zabranjena, svaki tim koji koristi šifrirane upute bit će kažnjen radi zavaravanja gledatelja i mogućnosti da timsko osoblje i vozači lažu kako bi potkrijepili tvrdnje u porukama.
- Dobavljač guma Bridgestone najavio je da neće obnoviti svoj ugovor s Formulom 1 nakon kraja sezone 2010.[74] Nakon nekoliko mjeseci pregovora, na sastanku FIA World Motor Sport Council-a u Ženevi lipnja 2010., Pirelli je odabran kao jedini dobavljvač guma za sezonu 2011.[3][75] Svih dvanaest ekipa uspostavilo je blisku suradnju s Pirellijem kako bi se razmjenom svih informacija spriječilo da bilo koji tim dobije privilegirani status.[76] Bolidi će imati obaveznu distribuciju težine u omjeru 46:54, kako bi se Pirelliju pružile tehničke specifikacije i momčadi spriječile da vrše izmjene na unutrašnjim konfiguracijama svojih bolida.[77] Tijekom prvih testiranja sezone u Valenciji, nekoliko je vozača izvijestilo da su doživjeli puno veće trošenje pri korištenju Pirelli guma, te su Nico Rosberg i Lewis Hamilton smatrali da će u utrkama biti potrebno više od jedne promjene guma.[78] Na zadnjim testiranjima u Barceloni, otkriveno je da će na većini utrka biti potrebne tri izmjene guma.[79]
- Momčadi će nastaviti s razvojem guma tijekom sezone, te će na treninzima petkom FIA odobriti dodatne komplete guma za razvojni program. To će uključuvati i razvoj eksperimentalne "pete smjese" poznate kao "ekstra tvrda" guma koja će se koristiti na nekim stazama, kao Istanbul, gdje je potrošnja guma znatno veća.[79]
- Za sezonu 2011., uvedeno je nekoliko izmjena tehničkih pravila, uključujući:[80]

- Maksimalna visina difuzora bit će smanjena s 175 mm na 125 mm, dok će dvostruki difuzori, uvedeni sezone 2009., biti isključeni da bi se smanjili aerodinamički pritisak i vrtloženje zraka. Također su zabranjeni dvostruki ispusni blown diffusers (cca "ispušni difuzor"), koji ispusne plinove preusmjeravaju preko difuzora radi povećanja aerodinamičkog pritiska, premda su jednostruki blown diffusers i dalje dozvoljeni.
- Također su zabranjeni "F-duct" sustavi, koje je razvio McLaren ali ostale su ih momčadi kopirale, jer se smatra da je aerodinamički sustav kojeg kontroliraju vozači nesiguran.

- Sustav podesivih stražnjih krila potvrđen je kao dodatak pravilima za 2011., dizajniran kao pomoć pri pretjecanju i zamjena sistemu "F-duct". Slično kao što je bio reguliran i KERS, podesiva stražnja krila bit će na raspolaganju vozačima samo pod određenim uvjetima. Moći će ga koristiti samo kada su unutar jedne sekunde od vozila ispred, ali ne u prva dva kruga, osim u slučaju sigurnosnog automobila u ranim fazama utrke. Također, vozači će se podesivim krilima moći koristiti samo na određenim područjima staze, koja će odrediti direktor utrke Charlie Whiting. Očekuje se da će sustav vozačima donijeti dodatnih 15 km/h pri pretjecanjima, te će se deaktivirati kada vozač nakon korištenja podesivih krila prvi puta dotakne kočnice. Koncept, koji je negativno primljen od strane nekih vozača i navijača, mogao bi biti izostavljen ako se pokaže nepraktičnim ili nepodesnim za rukovanje. Da bi se ilustrirao učinak podesivih stražnjih krila, sve staze imat će posebne oznake u određenom području kruga, jedino mjesto gdje se podesivo krilo može koristiti. Takva dezignirana zona pretjecanja obuhvatit će zadnjih šest stotina metara glavnog ravnog pravca na stazi, s oznakama dizajniranima da pokažu razliku između automobila kada su na jednu sekundu razlike.
- Broj spona za kotač - nosivih kabela koje kotač vežu s karoserijom - bit će 2011. udvostručen, kao odgovor na sve veći broj nesreća u kojima su kotači bili otkinuti od nosača, uključujući i pogibiju Henryja Surteesa na utrci Formule 2 u Brands Hatchu 2009.
- Nekoliko manjih aerodinamičkih izuma uvedenih 2010. također su zabranjeni, uključujući aerodinamičke palce kotača, fleksibilne prednje spojlere, i modifikacije monocoque-a koje stvaraju V kanal duž nosa bolida. Maksimalni omjer "oštre" rollbar strukture - koju je uveo Mercedes radi smanjenja opstrukcije zraka na stražnje krilo - također je smanjen. Bolidi Lotus T128 i Force India VJM04 oba su predstavljena sa sličnim dizajnom, temeljenim na prethodnom dizajnu Mercedesa, ali varijante Lotusa i Force Indije u skladu su s pravilima jer je struktura oštrice deblja u odbnosu na Mercedesovu.

- KERS će biti opcijski za sve momčadi, nakon što radi dogovora momčadi o zabrani takvog uređaja nije korišten u sezoni 2010.[91] Nakon što je prijedlog tvrtke Flybrid da sve momčadi snabdijeva obaveznim KERS-om odbijen, da bi se momčadi potakle na korištenje sustava, kao kompenzacija dodatnoj težini minimalna težina automobila povećat će se s 620 kg na 640 kg.[91]
- Mjenjači sada moraju trajati pet utrka umjesto dosadašnjih četiri.[92] Vozači će na raspolaganju imati jedan dodatni mjenjač koji može biti promijenjen bez kazne.[93]
- FIA je pooštrila svoje vozačke standarde, kako bi se spriječile pretjerano agresivne vožnje i vožnje izvan ruba staze, primjenom strožih kazni kod vozača koji se budu tako ponašali.[94][95]
- Uvedena je zabrana ostanka na stazi po noći između ponoći i 6 ujutro, da bi se spriječili cijelonoćni popravci bolida mehaničara koji cijeli idući dan moraju provesti u boksevima.[93]

### Druge promjene
- Članovi momčadi za koje se smatra da su u ključnim ulogama - tj. šef momčadi, sportski direktor, trkaći inženjeri, tim menadžer i tehnički direktor - morat će proći akreditaciju za "dozvolu natjecateljskog osoblja" ("competitors' staff licence") da bi mogli zadržati svoje pozicije u momčadima.[58] Navodno je to reakcija na djela bivšeg, sada u nemilosti, šefa momčadi Renault Flavija Briatorea na kontroverznoj Velikoj nagradi Singapura 2008.,[96] i odnosi se na sve ključno osoblje u svim FIA svjetskim prvenstvima, uključujući i Svjetsko prvenstvo u reliju, Svjetsko prvenstvo turističkih automobila i Svjetsko prvenstvo FIA GT1.
- FOM je najavio da će od 2011. sve utrke biti emitirane u native formatu visoke rezolucije,[97] nakon što je s time prethodno eksperimentirano na Velikoj nagradi Abu Dhabija 2009. Nekoliko emitera potvrdilo je namjere da utrke emitira u novom formatu.[98][99]

## Utrke
| R.b. | Velika nagrada      | Prvo mjesto na startu | Najbrži krug     | Pobjednik (vozači) | Pobjednik (konstruktori) | Izvještaj |
| ---- | ------------------- | --------------------- | ---------------- | ------------------ | ------------------------ | --------- |
| 1.   | VN Australije       | Sebastian Vettel      | Felipe Massa     | Sebastian Vettel   | Red Bull-Renault         | Izvještaj |
| 2.   | VN Malezije         | Sebastian Vettel      | Mark Webber      | Sebastian Vettel   | Red Bull-Renault         | Izvještaj |
| 3.   | VN Kine             | Sebastian Vettel      | Mark Webber      | Lewis Hamilton     | McLaren-Mercedes         | Izvještaj |
| 4.   | VN Turske           | Sebastian Vettel      | Mark Webber      | Sebastian Vettel   | Red Bull-Renault         | Izvještaj |
| 5.   | VN Španjolske       | Mark Webber           | Lewis Hamilton   | Sebastian Vettel   | Red Bull-Renault         | Izvještaj |
| 6.   | VN Monaka           | Sebastian Vettel      | Mark Webber      | Sebastian Vettel   | Red Bull-Renault         | Izvještaj |
| 7.   | VN Kanade           | Sebastian Vettel      | Jenson Button    | Jenson Button      | McLaren-Mercedes         | Izvještaj |
| 8.   | VN Europe           | Sebastian Vettel      | Sebastian Vettel | Sebastian Vettel   | Red Bull-Renault         | Izvještaj |
| 9.   | VN Velike Britanije | Mark Webber           | Fernando Alonso  | Fernando Alonso    | Ferrari                  | Izvještaj |
| 10.  | VN Njemačke         | Mark Webber           | Lewis Hamilton   | Lewis Hamilton     | McLaren-Mercedes         | Izvještaj |
| 11.  | VN Mađarske         | Sebastian Vettel      | Felipe Massa     | Jenson Button      | McLaren-Mercedes         | Izvještaj |
| 12.  | VN Belgije          | Sebastian Vettel      | Mark Webber      | Sebastian Vettel   | Red Bull-Renault         | Izvještaj |
| 13.  | VN Italije          | Sebastian Vettel      | Lewis Hamilton   | Sebastian Vettel   | Red Bull-Renault         | Izvještaj |
| 14.  | VN Singapura        | Sebastian Vettel      | Jenson Button    | Sebastian Vettel   | Red Bull-Renault         | Izvještaj |
| 15.  | VN Japana           | Jenson Button         | Fernando Alonso  | Sebastian Vettel   | McLaren-Mercedes         | Izvještaj |
| 16.  | VN Koreje           | Lewis Hamilton        | Sebastian Vettel | Sebastian Vettel   | Red Bull-Renault         | Izvještaj |
| 17.  | VN Indije           | Sebastian Vettel      | Sebastian Vettel | Sebastian Vettel   | Red Bull-Renault         | Izvještaj |
| 18.  | VN Abu Dhabija      | Sebastian Vettel      | Mark Webber      | Lewis Hamilton     | McLaren-Mercedes         | Izvještaj |
| 19.  | VN Brazila          | Sebastian Vettel      | Mark Webber      | Mark Webber        | Red Bull-Renault         | Izvještaj |

## Rezultati

### Sustav bodovanja
Bodovi se dodjeljuju prvoj desetorici na cilju.
| Pozicija | 1. | 2. | 3. | 4. | 5. | 6. | 7. | 8. | 9. | 10. |
| Bodovi   | 25 | 18 | 15 | 12 | 10 | 8  | 6  | 4  | 2  | 1   |

### Vozači
| Poz. | Vozač              | AUS | MAL | KIN | TUR | ŠPA | MON | KAN | EUR | VBR | NJE | MAĐ | BEL | ITA | SIN | JAP | KOR | IND | ABU | BRA | Bodovi |
| ---- | ------------------ | --- | --- | --- | --- | --- | --- | --- | --- | --- | --- | --- | --- | --- | --- | --- | --- | --- | --- | --- | ------ |
| 1    | Sebastian Vettel   | 1   | 1   | 2   | 1   | 1   | 1   | 2   | 1   | 2   | 4   | 2   | 1   | 1   | 1   | 3   | 1   | 1   | Ret | 2   | 392    |
| 2    | Jenson Button      | 6   | 2   | 4   | 6   | 3   | 3   | 1   | 6   | Ret | Ret | 1   | 3   | 2   | 2   | 1   | 4   | 2   | 3   | 3   | 270    |
| 3    | Mark Webber        | 5   | 4   | 3   | 2   | 4   | 4   | 3   | 3   | 3   | 3   | 5   | 2   | Ret | 3   | 4   | 3   | 4   | 4   | 1   | 258    |
| 4    | Fernando Alonso    | 4   | 6   | 7   | 3   | 5   | 2   | Ret | 2   | 1   | 2   | 3   | 4   | 3   | 4   | 2   | 5   | 3   | 2   | 4   | 257    |
| 5    | Lewis Hamilton     | 2   | 8   | 1   | 4   | 2   | 6   | Ret | 4   | 4   | 1   | 4   | Ret | 4   | 5   | 5   | 2   | 7   | 1   | Ret | 227    |
| 6    | Felipe Massa       | 7   | 5   | 6   | 11  | Ret | Ret | 6   | 5   | 5   | 5   | 6   | 8   | 6   | 9   | 7   | 6   | Ret | 5   | 5   | 118    |
| 7    | Nico Rosberg       | Ret | 12  | 5   | 5   | 7   | 11  | 11  | 7   | 6   | 7   | 9   | 6   | Ret | 7   | 10  | 8   | 6   | 6   | 7   | 89     |
| 8    | Michael Schumacher | Ret | 9   | 8   | 12  | 6   | Ret | 4   | 17  | 9   | 8   | Ret | 5   | 5   | Ret | 6   | Ret | 5   | 7   | 15  | 76     |
| 9    | Adrian Sutil       | 9   | 11  | 15  | 13  | 13  | 7   | Ret | 9   | 11  | 6   | 14  | 7   | Ret | 8   | 11  | 11  | 9   | 8   | 6   | 42     |
| 10   | Vitaly Petrov      | 3   | 17† | 9   | 8   | 11  | Ret | 5   | 15  | 12  | 10  | 12  | 9   | Ret | 17  | 9   | Ret | 11  | 13  | 10  | 37     |
| 11   | Nick Heidfeld      | 12  | 3   | 12  | 7   | 8   | 8   | Ret | 10  | 8   | Ret | Ret |     |     |     |     |     |     |     |     | 34     |
| 12   | Kamui Kobayashi    | DSQ | 7   | 10  | 10  | 10  | 5   | 7   | 16  | Ret | 9   | 11  | 12  | Ret | 14  | 13  | 15  | Ret | 10  | 9   | 30     |
| 13   | Paul di Resta      | 10  | 10  | 11  | Ret | 12  | 12  | 18† | 14  | 15  | 13  | 7   | 11  | 8   | 6   | 12  | 10  | 13  | 9   | 8   | 27     |
| 14   | Jaime Alguersuari  | 11  | 14  | Ret | 16  | 16  | Ret | 8   | 8   | 10  | 12  | 10  | Ret | 7   | 21† | 15  | 7   | 8   | 15  | 11  | 26     |
| 15   | Sébastien Buemi    | 8   | 13  | 14  | 9   | 14  | 10  | 10  | 13  | Ret | 15  | 8   | Ret | 10  | 12  | Ret | 9   | Ret | Ret | 12  | 15     |
| 16.  | Hector Rebaque     | DSQ | Ret | 17  | 14  | 9   | DNS | PO  | 11  |     |     |     |     |     |     |     |     |     |     |     | 2      |
| 17.  | Tony Trimmer       | 10  | 10  | 11  | Ret | 12  | 12  | 18* | 14  |     |     |     |     |     |     |     |     |     |     |     | 2      |
| 18.  | Pedro de la Rosa   |     |     |     |     |     |     | 12  |     |     |     |     |     |     |     |     |     |     |     |     | 0      |
| 19.  | Lamberto Leoni     | 13  | Ret | 19  | 18  | 18  | 13  | 16  | 20  |     |     |     |     |     |     |     |     |     |     |     | 0      |
| 20.  | Beppe Gabbiani     | DNQ | Ret | 22  | 22  | Ret | 16  | 13  | 23  |     |     |     |     |     |     |     |     |     |     |     | 0      |
| 21.  | Jacky Ickx         | 14  | Ret | 20  | 20  | 20  | 15  | 14  | 22  |     |     |     |     |     |     |     |     |     |     |     | 0      |
| 22.  | Mikko Kozarowitsky | Ret | 15  | 16  | 19  | Ret | 14  | Ret | 19  |     |     |     |     |     |     |     |     |     |     |     | 0      |
| 23.  | Timo Glock         | NC  | 16  | 21  | DNS | 19  | Ret | 15  | 21  |     |     |     |     |     |     |     |     |     |     |     | 0      |
| 24.  | Pastor Maldonado   | Ret | Ret | 18  | 17  | 15  | 18* | Ret | 18  |     |     |     |     |     |     |     |     |     |     |     | 0      |
| 25.  | Narain Karthikeyan | DNQ | Ret | 23  | 21  | 21  | 17  | 17  |     |     |     |     |     |     |     |     |     |     |     |     | 0      |
| Poz. | Vozač              | AUS | MAL | KIN | TUR | ŠPA | MON | KAN | EUR | VBR | NJE | MAĐ | BEL | ITA | SIN | JAP | KOR | IND | ABU | BRA | Bodovi |

| Boja       | Rezultat                   | Oznaka boje |
| ---------- | -------------------------- | ----------- |
| Zlato      | 1. mjesto                  | #FFFFBF     |
| Srebro     | 2. mjesto                  | #DFDFDF     |
| Bronca     | 3. mjesto                  | #FFDF9F     |
| Zeleno     | U cilju osvojivši bodove   | #DFFFDF     |
| Plavo      | U cilju bez bodova         | #CFCFFF     |
| Ljubičasto | Nije završio utrku (Ret)   | #EFCFFF     |
| Ljubičasto | Nije klasificiran (NC)     | #EFCFFF     |
| Crveno     | Nije se kvalificirao (DNQ) | #FFCFCF     |
| Crno       | Diskvalificaran (DSQ)      | #000000     |
| Bijelo     | Nije startao (DNS)         | #FFFFFF     |
| Bez boje   | Nije sudjelovao            |             |
| Bez boje   | Bolovanje (INJ)            |             |
| Bez boje   | Isključen (EX)             |             |

* Vozač nije završio utrku ali se klasificirao jer je prošao više od 90 % dužine utrke.

### Konstruktori
| Poz. | Konstruktor           | Br. | AUS | MAL | KIN | TUR | ŠPA | MON | KAN | EUR | VBR | NJE | MAĐ | BEL | ITA | SIN | JAP | KOR | IND | ABU | BRA | Bodovi |
| ---- | --------------------- | --- | --- | --- | --- | --- | --- | --- | --- | --- | --- | --- | --- | --- | --- | --- | --- | --- | --- | --- | --- | ------ |
| 1    | Red Bull-Renault      | 1   | 1   | 1   | 2   | 1   | 1   | 1   | 2   | 1   |     |     |     |     |     |     |     |     |     |     |     | 295    |
| 1    | Red Bull-Renault      | 2   | 5   | 4   | 3   | 2   | 4   | 4   | 3   | 3   |     |     |     |     |     |     |     |     |     |     |     | 295    |
| 2    | McLaren-Mercedes      | 3   | 2   | 8   | 1   | 4   | 2   | 6   | Ret | 4   |     |     |     |     |     |     |     |     |     |     |     | 206    |
| 2    | McLaren-Mercedes      | 4   | 6   | 2   | 4   | 6   | 3   | 3   | 1   | 6   |     |     |     |     |     |     |     |     |     |     |     | 206    |
| 3    | Ferrari               | 5   | 4   | 6   | 7   | 3   | 5   | 2   | Ret | 2   |     |     |     |     |     |     |     |     |     |     |     | 129    |
| 3    | Ferrari               | 6   | 7   | 5   | 6   | 11  | Ret | Ret | 6   | 5   |     |     |     |     |     |     |     |     |     |     |     | 129    |
| 4    | Renault               | 9   | 12  | 3   | 12  | 7   | 8   | 8   | Ret | 10  |     |     |     |     |     |     |     |     |     |     |     | 61     |
| 4    | Renault               | 10  | 3   | 17* | 9   | 8   | 11  | Ret | 5   | 15  |     |     |     |     |     |     |     |     |     |     |     | 61     |
| 5    | Mercedes              | 7   | Ret | 9   | 8   | 12  | 6   | Ret | 4   | 17  |     |     |     |     |     |     |     |     |     |     |     | 58     |
| 5    | Mercedes              | 8   | Ret | 12  | 5   | 5   | 7   | 11  | 11  | 7   |     |     |     |     |     |     |     |     |     |     |     | 58     |
| 6    | Sauber-Ferrari        | 16  | DSQ | 7   | 10  | 10  | 10  | 5   | 7   | 16  |     |     |     |     |     |     |     |     |     |     |     | 27     |
| 6    | Sauber-Ferrari        | 17  | DSQ | Ret | 17  | 14  | 9   | DNS | 12  | 11  |     |     |     |     |     |     |     |     |     |     |     | 27     |
| 7    | Toro Rosso-Ferrari    | 18  | 8   | 13  | 14  | 9   | 14  | 10  | 10  | 13  |     |     |     |     |     |     |     |     |     |     |     | 16     |
| 7    | Toro Rosso-Ferrari    | 19  | 11  | 14  | Ret | 16  | 16  | Ret | 8   | 8   |     |     |     |     |     |     |     |     |     |     |     | 16     |
| 8    | Force India- Mercedes | 14  | 9   | 11  | 15  | 13  | 13  | 7   | Ret | 9   |     |     |     |     |     |     |     |     |     |     |     | 12     |
| 8    | Force India- Mercedes | 15  | 10  | 10  | 11  | Ret | 12  | 12  | 18  | 14  |     |     |     |     |     |     |     |     |     |     |     | 12     |
| 9    | Williams-Cosworth     | 11  | Ret | Ret | 13  | 15  | 17  | 9   | 9   | 12  |     |     |     |     |     |     |     |     |     |     |     | 4      |
| 9    | Williams-Cosworth     | 12  | Ret | Ret | 18  | 17  | 15  | 18* | Ret | 18  |     |     |     |     |     |     |     |     |     |     |     | 4      |
| 10   | Lotus-Renault         | 20  | Ret | 15  | 16  | 19  | Ret | 14  | Ret | 19  |     |     |     |     |     |     |     |     |     |     |     | 0      |
| 10   | Lotus-Renault         | 21  | 13  | Ret | 19  | 18  | 18  | 13  | 16  | 20  |     |     |     |     |     |     |     |     |     |     |     | 0      |
| 11   | HRT-Cosworth          | 22  | DNQ | Ret | 23  | 21  | 21  | 17  | 17  | 24  |     |     |     |     |     |     |     |     |     |     |     | 0      |
| 11   | HRT-Cosworth          | 23  | DNQ | Ret | 22  | 22  | Ret | 16  | 13  | 23  |     |     |     |     |     |     |     |     |     |     |     | 0      |
| 12   | Virgin-Cosworth       | 24  | NC  | 16  | 21  | DNS | 19  | Ret | 15  | 21  |     |     |     |     |     |     |     |     |     |     |     | 0      |
| 12   | Virgin-Cosworth       | 25  | 14  | Ret | 20  | 20  | 20  | 15  | 14  | 22  |     |     |     |     |     |     |     |     |     |     |     | 0      |
| Poz. | Konstruktor           | Br. | AUS | MAL | KIN | TUR | ŠPA | MON | KAN | EUR | VBR | NJE | MAĐ | BEL | ITA | SIN | JAP | KOR | IND | ABU | BRA | Bodovi |

| Boja       | Rezultat                   | Oznaka boje |
| ---------- | -------------------------- | ----------- |
| Zlato      | 1. mjesto                  | #FFFFBF     |
| Srebro     | 2. mjesto                  | #DFDFDF     |
| Bronca     | 3. mjesto                  | #FFDF9F     |
| Zeleno     | U cilju osvojivši bodove   | #DFFFDF     |
| Plavo      | U cilju bez bodova         | #CFCFFF     |
| Ljubičasto | Nije završio utrku (Ret)   | #EFCFFF     |
| Ljubičasto | Nije klasificiran (NC)     | #EFCFFF     |
| Crveno     | Nije se kvalificirao (DNQ) | #FFCFCF     |
| Crno       | Diskvalificaran (DSQ)      | #000000     |
| Bijelo     | Nije startao (DNS)         | #FFFFFF     |
| Bez boje   | Nije sudjelovao            |             |
| Bez boje   | Bolovanje (INJ)            |             |
| Bez boje   | Isključen (EX)             |             |

* Vozač nije završio utrku ali se klasificirao jer je prošao više od 90 % dužine 
utrke.

## Vanjske poveznice
- Službena stranica Formule 1 - formula1.com